# Iso Ahvenjärvi (sjö i Pudasjärvi, Norra Österbotten)
Iso Ahvenjärvi är en sjö i kommunen Pudasjärvi i landskapet Norra Österbotten i Finland. Arean är 46 hektar och strandlinjen är 3,85 kilometer lång. Sjön  ingår i Ijo älvs huvudavrinningsområde.   Den ligger omkring 63 kilometer nordöst om Uleåborg och omkring 580 kilometer norr om Helsingfors. 